# Luhe-Wildenau

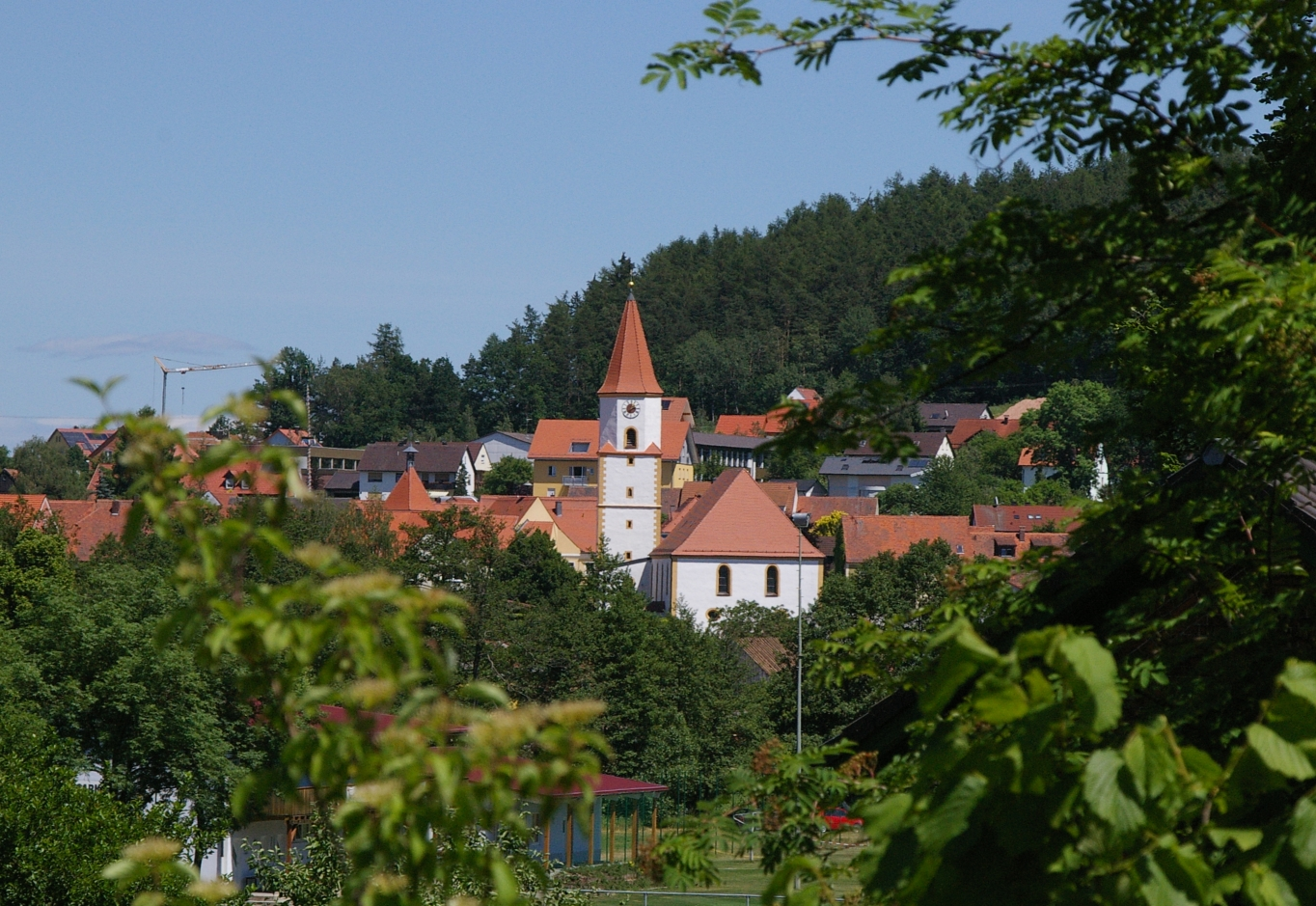
Dzielnica Luhe

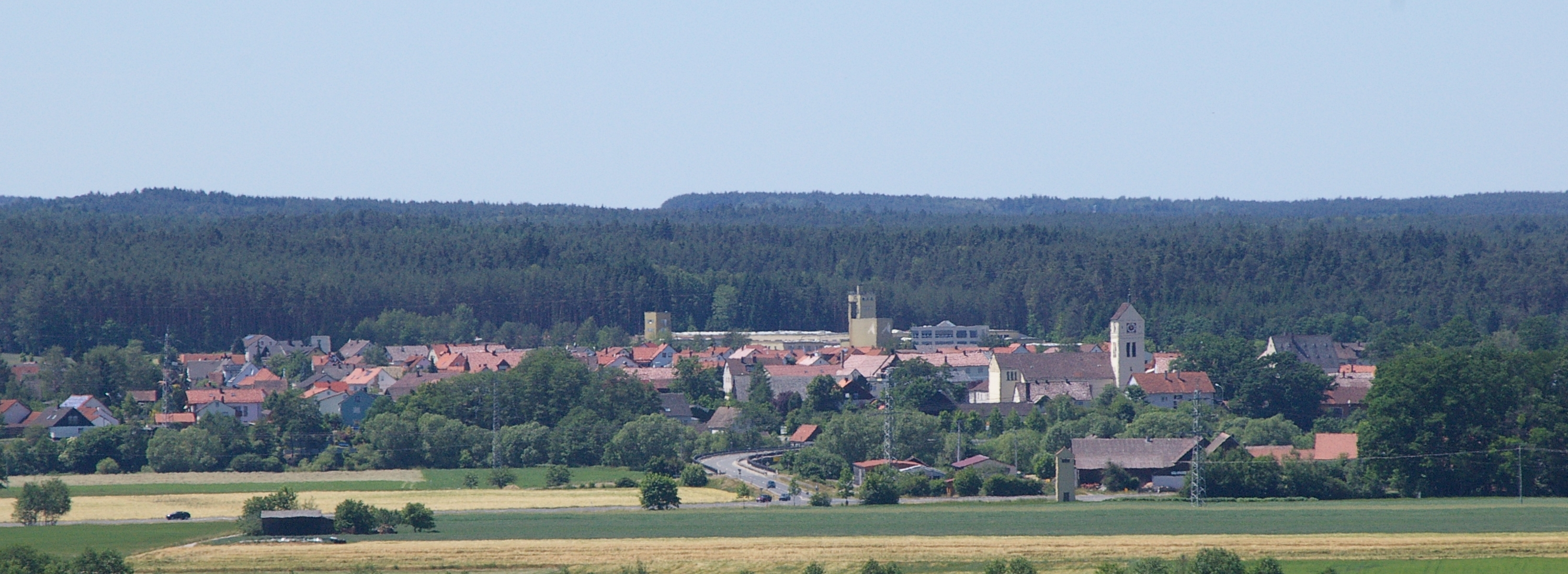
Dzielnica Oberwildenau

Luhe-Wildenau – gmina targowa w Niemczech, w kraju związkowym Bawaria, w rejencji Górny Palatynat, w regionie Oberpfalz-Nord, w powiecie Neustadt an der Waldnaab. Leży około 15 km na południe od Neustadt an der Waldnaab, nad rzeką Naab, przy autostradzie A93 i linii kolejowej Monachium – Berlin.

## Dzielnice
W skład gminy wchodzą następujące dzielnice: 
| - Forsthof - Gelpertsricht - Glaubenwies - Grünau - Luhe - Meisthof - Neudorf - Neumaierhof | - Oberwildenau - Ödhof - Schwanhof - Seibertshof - Sperlhammer - Unterwildenau - Haselhöhe |